# Торговля (карточная игра)
Торговля — старинная карточная игра, бытовавшая в XVIII—XIX вв. Предшественница се́ки. В конце XIX в. вытеснена секой.

## Правила
Играет от 3 до 10 человек.
Колода из 52 карт.
Перед игрой ставится на кон по жетону с каждого игрока.
Сдается по 3 карты каждому, или сразу, или по одной. Банкир (он же сдатчик) спрашивает: «Кто начинает?». Первым отвечает игрок, сидящий слева от сдатчика. Ответить можно — «На деньги» или «На мену». «На мену» значит то, что два соседних игрока меняются своими картами (вместо прикупа). Игрок, сказавший «На деньги», даёт банкиру жетон и ненужную карту и взамен получает новую (прикуп). Далее мена или покупка карт идет по кругу до самого банкира. После этого все вскрываются и определяют победителя по комбинации карт.

## Комбинации
- Поэн — три карты одной масти, младшая.
- Секанс — три карты одной масти подряд.
- Трикон — три карты одного достоинства.